# Grand maître international pour la composition échiquéenne
Pour les articles homonymes, voir grand maître international.
Un grand maître international pour la composition échiquéenne est un compositeur de problèmes d'échecs qui a amassé 70 points pour ses problèmes retenus dans les Albums FIDE. Chaque problème retenu rapporte 1 point. Si c'est une étude, le problème rapporte 1,67 point. Si c'est un problème composé en collaboration, les points sont partagés entre les compositeurs.
Il faut 25 points pour être maître international pour la composition échiquéenne et 12 points pour être maître FIDE pour la composition échiquéenne.

## Nombre de grands maîtres internationaux
Le premier Album FIDE a été publié en 1961, mais il a fallu attendre 1972, pour que les premiers titres de grand-maître international (GMI) soient décernés. Les premiers à obtenir ce titre furent : Genrikh Kasparian, Lev Lochinski et Comins Mansfield.
Il y a, en novembre 2023, 103 GMI, dont 37 sont décédés.

## Liste des grands maîtres internationaux
- 1972 : G. Kasparian, L. Lochinski, C. Mansfield, Visserman
- 1976 : V. Bron, J. Fritz, V. Korolkov, V. Pachman, Páros, Petrović
- 1980 : G. Bakcsi, Bartolović, Lindgren, G. Nadareichvili, V. Roudenko
- 1984 : C. Goumondy, I. Krikheli, P. Petkov, Rehm, Touw Hian Bwee
- 1988 : Goldschmeding, A. Gouliaev, E. Pogosiants, J. Vladimirov, M. Vukčević
- 1989 : H. Ahues, V. Tchepijny, Dobrescu
- 1990 : Gourgenidze, Haring
- 1992 : Abdurahmanović, Rusinek
- 1993: Alaikov, Caillaud, Loboussov, Macleod, Zappas
- 1995 : M. Keller, Kouzovkov
- 1996 : Garai, Janevski
- 2001 : Nestorescu
- 2004 : Heinonen, Loustau, Marandiouk, Tura
- 2005 : Degener, Kraline, Pachl, Pervakov
- 2007 : Feoktistov, Cheylan, Kovačević, Mladenović, Chanchine, Chavyrine, Slesarenko
- 2009 : Avner, Selivanov
- 2010 : Aschwanden, Bruch, Djatschuk, Gamnitzer, Myllyniemi, Tribowski, Velimirović, Wenda
- 2012 : Bogdanov, Dragoun, Gourov, Gvozdják, Havel, Jones, Mandler, Parinello, Soroka
- 2013 : Ajoussine, Styopotchkine
- 2015 : Afek, Gockel, Rice, Sotchnev
- 2016 : Bazlov, Gavrilovski
- 2017 : Becker, Pilchenko, Ryabinin, Salai Jr.
- 2018 : Semenenko
- 2019 : Csák, Fomichev, Lörinc, Trommler, Widlert
- 2020 : Agapov, Kopyl, Krizhanivsky, Minski, Stojnic
- 2022 : Klemanič, Semenenko
- 2023 : Kolesnik, Kotěšovec, Kozyura, Murashev, Slumstrup Nielsen, Onkoud, Rittirsch

## Grands maîtres internationaux en tête de liste
Le nombre de points obtenus est un indicateur quantitatif qui ne prend pas en compte la qualité de la production. Cela étant les problèmes retenus dans les Albums FIDE sont par nature excellents, mais de niveaux de qualité différents (aujourd'hui ils reçoivent une note entre 8 et 12, décernée par 3 juges). 
Les GMI ayant actuellement (après l'Album Fide 2019-2021) plus de 200 points sont, :
- Petko Petkov - Bulgarie - 524,75 points ;
- Michel Caillaud - France - 429,98 points ;
- Mikhail Marandjuk - Ukraine - 366,23 points ;
- Aleksandr Kuzovkov - Moldavie - 295,67 points ;
- Zivko Janevski - Macédoine - 267,83 points ;
- Hans-Peter Rehm - Allemagne - 263,77 points ;
- Fadil Abdurahmanović - Bosnie-Herzégovine - 258,99 points ;
- Andrey Selivanov - Russie - 248,16 points ;
- Oleg Pervakov - Russie - 240.70 points;
- Viktor Chepizhny - Russie - 237,58 points ;
- Iakov Vladimirov - Russie - 232,50 points ;
- Marjan Kovacevic - Serbie - 231.83 points.
- Aleksandr Feoktistov - Russie - 231,08 points ;
- Valentin Roudenko (†) - Ukraine - 229,08 points ;
- Michal Dragoun - Tchéquie - 205,06 points ;
- Vasil Dyachuk - Ukraine / Slovaquie - 203,21 points.

Les GMI francophones sont :
- Michel Caillaud - France - 429,98 points ;

- Jean-Marc Loustau - France - 199,17 points
- Claude Goumondy - France - 90,50 points ;
- Abdelaziz Onkoud - Maroc / France - 75,83 points ;
- Yves Cheylan (†) - France - 73,17 points.